# Bius Gu Barat
Bius Gu Barat is een bestuurslaag in het regentschap Toba Samosir van de provincie Noord-Sumatra, Indonesië. Bius Gu Barat telt 1332 inwoners (volkstelling 2010).